# Commonwealth Games 2010/Leichtathletik
Bei den Commonwealth Games 2010 im indischen Neu-Delhi wurden in der Leichtathletik 46 Wettbewerbe, je 23 für Männer und für Frauen, ausgetragen.
Alle Wettbewerbe fanden im Jawaharlal Nehru Stadium statt, mit Ausnahme des Marathons, der auf einem Rundkurs im Stadtzentrum ausgetragen wurde. Nicht mehr auf dem Programm stand das 50-km-Gehen der Männer.
Abkürzungen:
- GR: Commonwealth-Games-Rekord
- DNF: Rennen nicht beendet
- DNS: Nicht am Start
- DQ: Disqualifiziert

## Männer

### 100 m
| Platz | Athlet             | Land | Zeit  |
| ----- | ------------------ | ---- | ----- |
| 1     | Lerone Clarke      | JAM  | 10,12 |
| 2     | Mark Lewis-Francis | ENG  | 10,20 |
| 3     | Aaron Armstrong    | TRI  | 10,24 |
| 4     | Emmanuel Callender | TRI  | 10,25 |
| 5     | Aaron Rouge-Serret | AUS  | 10,30 |
| 6     | Peter Emelieze     | NGR  | 10,31 |
| 7     | Sam Effah          | CAN  | 10,37 |
|       | Oshane Bailey      | JAM  | DNS   |

Finale: 7. Oktober, 19:30 Uhr
Wind: -0,3 m/s
Oshane Bailey musste wegen einer Verletzung seiner Oberschenkelmuskulatur, die er sich in der Halbfinalrunde zugezogen hatte, auf einen Start im Finale verzichten.

### 200 m
| Platz | Athlet             | Land | Zeit  |
| ----- | ------------------ | ---- | ----- |
| 1     | Leon Baptiste      | ENG  | 20,45 |
| 2     | Lansford Spence    | JAM  | 20,49 |
| 3     | Christian Malcolm  | WAL  | 20,52 |
| 4     | Jared Connaughton  | CAN  | 20,62 |
| 5     | Marlon Devonish    | ENG  | 20,75 |
| 6     | Aziz Zakari        | GHA  | 21,08 |
| 7     | Emmanuel Callender | TRI  | 21,12 |
| 8     | Mosito Lehata      | LES  | 21,13 |

Finale: 10. Oktober, 20:05 Uhr
Wind: 0,1 m/s

### 400 m
| Platz | Athlet                | Land | Zeit  |
| ----- | --------------------- | ---- | ----- |
| 1     | Mark Kiprotich Muttai | KEN  | 45,44 |
| 2     | Sean Wroe             | AUS  | 45,46 |
| 3     | Ramon Miller          | BAH  | 45,55 |
| 4     | Michael Mathieu       | BAH  | 45,56 |
| 5     | Joel Milburn          | AUS  | 45,71 |
| 6     | Conrad Williams       | ENG  | 45,88 |
| 7     | Ben Offereins         | AUS  | 46,00 |
| 8     | Erison Hurtault       | DMA  | 46,07 |

Finale: 9. Oktober, 19:00 Uhr

### 800 m
| Platz | Athlet               | Land | Zeit    |
| ----- | -------------------- | ---- | ------- |
| 1     | Boaz Kiplagat Lalang | KEN  | 1:46,60 |
| 2     | Richard Kiplagat     | KEN  | 1:46,95 |
| 3     | Abraham Kiplagat     | KEN  | 1:47,37 |
| 4     | Gareth Warburton     | WAL  | 1:48,59 |
| 5     | Jimmy Adar           | UGA  | 1:49,57 |
| 6     | Darren St. Clair     | ENG  | 1:52,15 |
| 7     | Joe Thomas           | WAL  | 1:52,39 |
|       | Lachlan Renshaw      | AUS  | DNS     |

Finale: 10. Oktober, 18:55 Uhr

### 1500 m
| Platz | Athlet                   | Land | Zeit    |
| ----- | ------------------------ | ---- | ------- |
| 1     | Silas Kiplagat           | KEN  | 3:41,78 |
| 2     | James Kiplagat Magut     | KEN  | 3:42,27 |
| 3     | Nick Willis              | NZL  | 3:42,38 |
| 4     | Chaminda Indika Wijekoon | SRI  | 3:42,93 |
| 5     | Gideon Mwangi Gathimba   | KEN  | 3:43,11 |
| 6     | Andrew Baddeley          | ENG  | 3:43,33 |
| 7     | Jeremy Roff              | AUS  | 3:43,53 |
| 8     | Tom Lancashire           | ENG  | 3:43,58 |

Finale: 12. Oktober, 18:25 Uhr

### 5000 m
| Platz | Athlet                   | Land | Zeit     |
| ----- | ------------------------ | ---- | -------- |
| 1     | Moses Ndiema Kipsiro     | UGA  | 13:31,25 |
| 2     | Eliud Kipchoge           | KEN  | 13:31,32 |
| 3     | Mark Kosgei Kiptoo       | KEN  | 13:32,58 |
| 4     | Vincent Kipsegechi Yator | KEN  | 13:37,02 |
| 5     | Christopher Thompson     | ENG  | 13:39,28 |
| 6     | Collis Birmingham        | AUS  | 13:39,59 |
| 7     | Ben St. Lawrence         | AUS  | 13:46,90 |
| 8     | David McNeill            | AUS  | 13:47,40 |

6. Oktober, 19:55 Uhr

### 10.000 m
| Platz | Athlet                 | Land | Zeit     |
| ----- | ---------------------- | ---- | -------- |
| 1     | Moses Ndiema Kipsiro   | UGA  | 27:57,39 |
| 2     | Daniel Lemashon Salel  | KEN  | 27:57,57 |
| 3     | Joseph Kiptoo Birech   | KEN  | 27:58,58 |
| 4     | Titus Kipjumba Mbishei | KEN  | 28:03,10 |
| 5     | Marco Joseph           | TAN  | 28:46,83 |
| 6     | Eric Sebahire          | RWA  | 28:47,33 |
| 7     | Ben St. Lawrence       | AUS  | 28:49,47 |
| 8     | Christopher Thompson   | ENG  | 28:50,47 |

11. Oktober, 20:55 Uhr

### Marathon
| Platz | Athlet                    | Land | Zeit    |
| ----- | ------------------------- | ---- | ------- |
| 1     | John Ekiru Kelai          | KEN  | 2:14:35 |
| 2     | Michael Shelley           | AUS  | 2:15:28 |
| 3     | Amos Tirop Matui          | KEN  | 2:15:58 |
| 4     | Mike Tebulo               | MAW  | 2:18:31 |
| 5     | Samson Ramadhani          | TAN  | 2:19:31 |
| 6     | Martin Dent               | AUS  | 2:20:19 |
| 7     | Reinhold Ndalikokule Iita | NAM  | 2:20:40 |
| 8     | Ram Singh Yadav           | IND  | 2:21:24 |

14. Oktober, 06:30 Uhr

### 20 km Gehen
| Platz | Athlet                   | Land | Zeit       |
| ----- | ------------------------ | ---- | ---------- |
| 1     | Jared Tallent            | AUS  | 1:22:18 GR |
| 2     | Luke Adams               | AUS  | 1:22:31    |
| 3     | Harminder Singh          | IND  | 1:23:28    |
| 4     | David Kimutai Rotich     | KEN  | 1:25:29    |
| 5     | Iñaki Gómez              | CAN  | 1:27:09    |
| 6     | Evan Dunfee              | CAN  | 1:28:13    |
| 7     | Josephat Kipchumba Sirma | KEN  | 1:28:15    |
| 8     | Chris Erickson           | AUS  | 1:28:35    |

9. Oktober, 06:30 Uhr

### 110 m Hürden
| Platz | Athlet           | Land | Zeit  |
| ----- | ---------------- | ---- | ----- |
| 1     | Andrew Turner    | ENG  | 13,38 |
| 2     | William Sharman  | ENG  | 13,50 |
| 3     | Lawrence Clarke  | ENG  | 13,70 |
| 4     | Eric Keddo       | JAM  | 13,71 |
| 5     | Hansle Parchment | JAM  | 13,71 |
| 6     | Ronald Forbes    | CAY  | 13,84 |
| 7     | Chris Baillie    | SCO  | 13,94 |
|       | Samuel Okon      | NGR  | DQ    |

Finale: 8. Oktober, 17:40 Uhr
Wind: 0,1 m/s
Wie schon seine Landsmännin Oludamola Osayomi wurde der Sechstplatzierte Samuel Okon (13,72 s) positiv auf Methylhexanamin getestet und daraufhin nachträglich disqualifiziert.

### 400 m Hürden
| Platz | Athlet                   | Land | Zeit  |
| ----- | ------------------------ | ---- | ----- |
| 1     | David Greene             | WAL  | 48,52 |
| 2     | L. J. van Zyl            | RSA  | 48,63 |
| 3     | Rhys Williams            | WAL  | 49,19 |
| 4     | Vincent Kiplangat Kosgei | KEN  | 49,36 |
| 5     | Richard Yates            | ENG  | 49,84 |
| 6     | Brendan Cole             | AUS  | 50,14 |
| 7     | Adrian Findlay           | JAM  | 50,48 |
| 8     | David Hughes             | ENG  | 50,48 |

Finale: 10. Oktober, 18:30 Uhr

### 3000 m Hindernis
| Platz | Athlet                      | Land | Zeit    |
| ----- | --------------------------- | ---- | ------- |
| 1     | Richard Kipkemboi Mateelong | KEN  | 8:16,39 |
| 2     | Ezekiel Kemboi              | KEN  | 8:18,47 |
| 3     | Brimin Kiprop Kipruto       | KEN  | 8:19,65 |
| 4     | Benjamin Kiplagat           | UGA  | 8:24,15 |
| 5     | Stuart Stokes               | ENG  | 8:32,24 |
| 6     | Youcef Abdi                 | AUS  | 8:33,20 |
| 7     | Luke Gunn                   | ENG  | 8:40,44 |
| 8     | Ben Siwa                    | UGA  | 8:42,44 |

11. Oktober, 19:00 Uhr
Sapolai Yao aus Papua-Neuguinea erreichte das Ziel als Neunter, wurde jedoch nachträglich disqualifiziert. Gegen Ende des Rennens fehlte ihm die Kraft, das Wasserhindernis regelkonform zu überspringen. Er kletterte auf das Hindernis und nutzte dabei einen darunter stehenden Pflanzenkübel regelwidrig als Aufstiegshilfe.

### 4 × 100 m Staffel
| Platz | Land                | Athleten                                                         | Zeit  |
| ----- | ------------------- | ---------------------------------------------------------------- | ----- |
| 1     | England             | Ryan Scott Leon Baptiste Marlon Devonish Mark Lewis-Francis      | 38,74 |
| 2     | Jamaika             | Lerone Clarke Lansford Spence Rasheed Dwyer Remaldo Rose         | 38,79 |
| 3     | Indien              | Rahamatulla Molla Suresh Sathya Shameer Mon Abdul Najeeb Qureshi | 38,89 |
| 4     | Australien          | Aaron Rouge-Serret Isaac Ntiamoah Jacob Groth Matt Davies        | 39,14 |
| 5     | Bahamas             | Jamial Rolle Adrian Griffith Brunell McKenzie Rodney Green       | 39,27 |
|       | Kenia               | Simon Kimaru Stephen Okatch Stephen Barasa Kipkemoi Soy          | DNF   |
|       | Trinidad und Tobago | Shaun Stuart Emmanuel Callender Marcus Duncan Aaron Armstrong    | DNF   |
|       | Kanada              | Hank Palmer Oluseyi Smith Jared Connaughton Sam Effah            | DQ    |

Finale: 12. Oktober, 18:15 Uhr

### 4 × 400 m Staffel
| Platz | Land       | Athleten                                                                                 | Zeit    |
| ----- | ---------- | ---------------------------------------------------------------------------------------- | ------- |
| 1     | Australien | Joel Milburn Kevin Moore Brendan Cole Sean Wroe                                          | 3:03,30 |
| 2     | Kenia      | Vincent Kiplangat Kosgei Vincent Mumo Kiilu Anderson Mureta Mutegi Mark Kiprotich Muttai | 3:03,84 |
| 3     | England    | Conrad Williams Nick Leavey Richard Yates Robert Tobin                                   | 3:03,97 |
| 4     | Bahamas    | La’Sean Pickstock Michael Mathieu Jamaal Moss Ramon Miller                               | 3:04,35 |
| 5     | Botswana   | Zacharia Kamberuka Gakologelwang Masheto Isaac Makwala Obakeng Ngwigwa                   | 3:04,65 |
| 6     | Wales      | Rhys Williams Joe Thomas Chris Gowell Gareth Warburton                                   | 3:06,91 |
| 7     | Indien     | Kunhu Muhammed Bibin Mathew Shake Mortaja V. B. Bineesh                                  | 3:07,60 |
|       | Jamaika    | Oral Thompson Lansford Spence Josef Robertson Ricardo Cunningham                         | DQ      |

Finale: 12. Oktober, 19:55 Uhr

### Hochsprung
| Platz | Athlet            | Land | Höhe |
| ----- | ----------------- | ---- | ---- |
| 1     | Donald Thomas     | BAH  | 2,32 |
| 2     | Trevor Barry      | BAH  | 2,29 |
| 3     | Kabelo Kgosiemang | BOT  | 2,26 |
| 4     | Samson Oni        | ENG  | 2,23 |
| 5     | Lee Hup Wei       | MAS  | 2,23 |
| 5     | Tom Parsons       | ENG  | 2,23 |
| 7     | Michael Mason     | CAN  | 2,20 |
| 8     | William Woodcock  | SEY  | 2,20 |

Finale: 9. Oktober, 17:50 Uhr

### Stabhochsprung
| Platz | Athlet              | Land | Höhe |
| ----- | ------------------- | ---- | ---- |
| 1     | Steve Hooker        | AUS  | 5,60 |
| 2     | Steven Lewis        | ENG  | 5,60 |
| 3     | Max Eaves           | ENG  | 5,40 |
| 4     | Cheyne Rahme        | RSA  | 5,25 |
| 5     | Nikandros Stylianou | CYP  | 5,25 |
| 5     | Paul Walker         | WAL  | 5,25 |
| 7     | Jason Wurster       | CAN  | 5,25 |
| 8     | Alistair Strange    | SCO  | 4,95 |

11. Oktober, 17:30 Uhr

### Weitsprung
| Platz | Athlet           | Land | Weite |
| ----- | ---------------- | ---- | ----- |
| 1     | Fabrice Lapierre | AUS  | 8,30  |
| 2     | Greg Rutherford  | ENG  | 8,22  |
| 3     | Ignisious Gaisah | GHA  | 8,12  |
| 4     | Stanley Gbagbeke | NGR  | 7,98  |
| 5     | Tyrone Smith     | BER  | 7,76  |
| 6     | Chris Noffke     | AUS  | 7,68  |
| 7     | Tera Langat      | KEN  | 7,63  |
| 8     | Ankit Sharma     | IND  | 7,56  |

Finale: 9. Oktober, 17:55 Uhr

### Dreisprung
| Platz | Athlet             | Land | Weite    |
| ----- | ------------------ | ---- | -------- |
| 1     | Tosin Oke          | NGR  | 17,16    |
| 2     | Hugo Mamba-Schlick | CMR  | 17,14 NR |
| 3     | Renjith Maheswary  | IND  | 17,07 NR |
| 4     | Nathan Douglas     | ENG  | 16,96    |
| 5     | Wilbert Walker     | JAM  | 16,85    |
| 6     | Randy Lewis        | GNR  | 16,73    |
| 7     | Onochie Achike     | ENG  | 16,59    |
| 8     | Zacharias Arnos    | CYP  | 16,12    |

12. Oktober, 18:00 Uhr

### Kugelstoßen
| Platz | Athlet             | Land | Weite    |
| ----- | ------------------ | ---- | -------- |
| 1     | Dylan Armstrong    | CAN  | 21,02 GR |
| 2     | Dorian Scott       | JAM  | 20,19    |
| 3     | Dale Stevenson     | AUS  | 19,99    |
| 4     | Carl Myerscough    | ENG  | 19,74    |
| 5     | Om Prakash Karhana | IND  | 19,51    |
| 6     | Georgios Arestis   | CYP  | 18,20    |
| 7     | Scott Rider        | ENG  | 17,73    |
| 8     | Emanuele Fuamatu   | SAM  | 17,15    |

Finale: 7. Oktober, 19:10 Uhr
Der ursprünglich sechstplatzierte Inder Sourabh Vij wurde nachträglich wegen eines Dopingverstoßes disqualifiziert.

### Diskuswurf
| Platz | Athlet             | Land | Weite |
| ----- | ------------------ | ---- | ----- |
| 1     | Benn Harradine     | AUS  | 65,45 |
| 2     | Vikas Gowda        | IND  | 63,69 |
| 3     | Carl Myerscough    | ENG  | 60,64 |
| 4     | Apostolos Parellis | CYP  | 60,51 |
| 5     | Emeka Udechuku     | ENG  | 59,59 |
| 6     | Brett Morse        | WAL  | 58,91 |
| 7     | Chris Scott        | ENG  | 57,05 |
| 8     | Julian Wruck       | AUS  | 56,69 |

Finale: 10. Oktober, 17:50 Uhr

### Hammerwurf
| Platz | Athlet          | Land | Weite |
| ----- | --------------- | ---- | ----- |
| 1     | Chris Harmse    | RSA  | 73,15 |
| 2     | Alexander Smith | ENG  | 72,95 |
| 3     | Mike Floyd      | ENG  | 69,34 |
| 4     | Andrew Frost    | SCO  | 69,08 |
| 5     | Simon Wardhaugh | AUS  | 68,15 |
| 6     | Mark Dry        | SCO  | 67,41 |
| 7     | Timothy Driesen | AUS  | 66,67 |
| 8     | Petros Sofianos | CYP  | 65,21 |

8. Oktober, 19:00 Uhr

### Speerwurf
| Platz | Athlet           | Land | Weite |
| ----- | ---------------- | ---- | ----- |
| 1     | Jarrod Bannister | AUS  | 81,71 |
| 2     | Stuart Farquhar  | NZL  | 78,15 |
| 3     | Kashinath Naik   | IND  | 74,29 |
| 4     | Rajender Singh   | IND  | 73,72 |
| 5     | Lee Doran        | WAL  | 72,56 |
| 6     | James Campbell   | SCO  | 72,04 |
| 7     | Julius Yego      | KEN  | 69,60 |
| 8     | Samarjeet Singh  | IND  | 68,84 |

12. Oktober, 17:45 Uhr

### Zehnkampf
| Platz | Athlet               | Land | Punkte |
| ----- | -------------------- | ---- | ------ |
| 1     | Jamie Adjetey-Nelson | CAN  | 8070   |
| 2     | Brent Newdick        | NZL  | 7899   |
| 3     | Martin Brockman      | ENG  | 7712   |
| 4     | Ben Hazell           | ENG  | 7676   |
| 5     | Kevin Sempers        | ENG  | 7571   |
| 6     | Benjamin Gregory     | WAL  | 7383   |
| 7     | Adolphus Jones       | SKN  | 7258   |
| 8     | Bharatinder Singh    | IND  | 7225   |

7./8. Oktober

## Frauen

### 100 m
| Platz | Athletin           | Land | Zeit  |
| ----- | ------------------ | ---- | ----- |
| 1     | Natasha Mayers     | SVG  | 11,37 |
| 2     | Katherine Endacott | ENG  | 11,44 |
| 3     | Delphine Atangana  | CMR  | 11,48 |
| 4     | Toea Wisil         | PNG  | 11,52 |
| 5     | Tahesia Harrigan   | IVB  | 11,56 |
|       | Laura Turner       | ENG  | DQ    |
|       | Sally Pearson      | AUS  | DQ    |
|       | Oludamola Osayomi  | NGR  | DQ    |

Finale: 7. Oktober, 19:15 Uhr
Wind: 0,2 m/s
Zunächst sah es so aus, als hätte Pearson das Rennen in 11,28 s gewonnen. Die englische Mannschaft legte jedoch Protest gegen die Wertung ein, weil Pearson den Fehlstart mitverursacht habe, für den Turner sofort disqualifiziert worden war. Das Kampfgericht disqualifizierte daraufhin nachträglich auch Pearson. Ein Einspruch des australischen Teams gegen die Entscheidung blieb erfolglos. Die ursprünglich hinter Pearson platzierten Athletinnen rückten in der Wertung alle um einen Rang auf. Neue Siegerin war Osayomi in 11,32 s. Bei einer Dopingkontrolle wurde diese allerdings positiv auf die verbotene Substanz Methylhexanamin getestet. Nach der Bestätigung durch die B-Probe fünf Tage nach dem Rennen wurde Osayomi ihre Goldmedaille aberkannt und Natasha Mayers zur Siegerin erklärt.

### 200 m
| Platz | Athletin           | Land | Zeit  |
| ----- | ------------------ | ---- | ----- |
| 1     | Cydonie Mothersill | CAY  | 22,89 |
| 2     | Abiodun Oyepitan   | ENG  | 23,26 |
| 3     | Adrienne Power     | CAN  | 23,52 |
| 4     | Joice Maduaka      | ENG  | 23,57 |
| 5     | Lee McConnell      | SCO  | 23,68 |
| 6     | Monique Williams   | NZL  | 23,71 |
| 7     | Toea Wisil         | PNG  | 23,84 |
| 8     | Elaine O’Neill     | WAL  | 23,88 |

Finale: 11. Oktober, 17:50 Uhr
Wind: 0,8 m/s
Das Finale sollte ursprünglich am 10. Oktober stattfinden. Die zypriotische Mannschaft hatte aber Protest gegen die Disqualifikation Eleni Artymatas eingelegt. Diese hatte in der Halbfinalrunde ihre Bahn verlassen. Um ausreichend Zeit zur Prüfung zu haben, wurde der Finallauf auf den nächsten Tag verschoben. Letztlich wurde der Protest abgewiesen.

### 400 m
| Platz | Athletin          | Land | Zeit     |
| ----- | ----------------- | ---- | -------- |
| 1     | Amantle Montsho   | BOT  | 50,10 GR |
| 2     | Aliann Pompey     | GUY  | 51,65    |
| 3     | Christine Amertil | BAH  | 51,96    |
| 4     | Lee McConnell     | SCO  | 52,36    |
| 5     | Mandeep Kaur      | IND  | 52,37    |
| 6     | Carline Muir      | CAN  | 52,43    |
| 7     | Margaret Etim     | NGR  | 52,66    |
|       | Folashade Abugan  | NGR  | DQ       |

Finale: 8. Oktober, 18:25 Uhr
Abugan, die in 51,39 s auf den zweiten Platz gekommen war, wurde nach dem 4-mal-400-Meter-Staffelfinale positiv getestet, sodass ihr Silber sowohl im Einzel- wie auch im Staffelrennen aberkannt wurden. Pompey und Amertil rückten dafür auf Position zwei und drei nach.

### 800 m
| Platz | Athletin           | Land | Zeit    |
| ----- | ------------------ | ---- | ------- |
| 1     | Nancy Jebet Langat | KEN  | 2:00,01 |
| 2     | Nikki Hamblin      | NZL  | 2:00,05 |
| 3     | Diane Cummins      | CAN  | 2:00,13 |
| 4     | Emma Jackson       | ENG  | 2:00,46 |
| 5     | Hannah England     | ENG  | 2:00,47 |
| 6     | Tintu Lukka        | IND  | 2:01,25 |
| 7     | Winny Chebet       | KEN  | 2:11,58 |
|       | Cherono Koech      | KEN  | DQ      |

Finale: 11. Oktober, 19:45 Uhr
Cherono Koech wurde disqualifiziert, weil sie ihre Bahn regelwidrig vor Ende der ersten Kurve verlassen hatte. Winny Chebet stürzte wenige Meter vor der Ziellinie.

### 1500 m
| Platz | Athletin              | Land | Zeit       |
| ----- | --------------------- | ---- | ---------- |
| 1     | Nancy Jebet Langat    | KEN  | 4:05,26 GR |
| 2     | Nikki Hamblin         | NZL  | 4:05,97    |
| 3     | Stephanie Twell       | SCO  | 4:06,15    |
| 4     | Hannah England        | ENG  | 4:06,83    |
| 5     | Nicole Edwards        | CAN  | 4:08,16    |
| 6     | Irene Jelagat         | KEN  | 4:08,20    |
| 7     | Viola Jelagat Kibiwot | KEN  | 4:08,79    |
| 8     | Helen Clitheroe       | ENG  | 4:08,89    |

Finale: 8. Oktober, 18:40 Uhr

### 5000 m
| Platz | Athletin                  | Land | Zeit     |
| ----- | ------------------------- | ---- | -------- |
| 1     | Vivian Jepkemoi Cheruiyot | KEN  | 15:55,12 |
| 2     | Sylvia Jebiwott Kibet     | KEN  | 15:55,61 |
| 3     | Iness Chepkesis Chenonge  | KEN  | 16:02,47 |
| 4     | Stephanie Twell           | SCO  | 16:03,91 |
| 5     | Eloise Wellings           | AUS  | 16:11,97 |
| 6     | Charlotte Purdue          | ENG  | 16:16,13 |
| 7     | Freya Murray              | SCO  | 16:26,22 |
| 8     | Megan Wright              | CAN  | 16:55,86 |

12. Oktober, 18:55 Uhr

### 10.000 m
| Platz | Athletin                   | Land | Zeit     |
| ----- | -------------------------- | ---- | -------- |
| 1     | Grace Kwamboka Momanyi     | KEN  | 32:34,11 |
| 2     | Doris Chepkwemoi Changeywo | KEN  | 32:36,97 |
| 3     | Kavita Raut                | IND  | 33:05,28 |
| 4     | Charlotte Purdue           | ENG  | 33:13,02 |
| 5     | Freya Murray               | SCO  | 33:24,59 |
| 6     | Eloise Wellings            | AUS  | 33:36,76 |
| 7     | Preeja Sreedharan          | IND  | 33:43,91 |
| 8     | Lalita Babar               | IND  | 35:03,49 |

8. Oktober, 19:30 Uhr

### Marathon
| Platz | Athletin              | Land | Zeit    |
| ----- | --------------------- | ---- | ------- |
| 1     | Irene Jerotich Kosgei | KEN  | 2:34:32 |
| 2     | Irene Kemunto Mogake  | KEN  | 2:34:43 |
| 3     | Lisa Jane Weightman   | AUS  | 2:35:25 |
| 4     | Beata Naigambo        | NAM  | 2:36:43 |
| 5     | Rose Kerubo Nyangacha | KEN  | 2:37:39 |
| 6     | Michelle Cope         | ENG  | 2:46:13 |
| 7     | Epiphanie Nyirabarame | RWA  | 2:48:24 |
| 8     | Helen Decker          | ENG  | 2:49:24 |

14. Oktober, 6:45 Uhr

### 20 km Gehen
| Platz | Athletin                   | Land | Zeit       |
| ----- | -------------------------- | ---- | ---------- |
| 1     | Johanna Jackson            | ENG  | 1:34:22 GR |
| 2     | Claire Tallent             | AUS  | 1:36:55    |
| 3     | Grace Wanjiru Njue         | KEN  | 1:37:49    |
| 4     | Lisa Kehler                | ENG  | 1:40:33    |
| 5     | Cheryl Webb                | AUS  | 1:42:03    |
| 6     | Emily Wamusyi Ngii         | KEN  | 1:49:01    |
| 7     | Sandhya Kakkuziyil Jolly   | IND  | 1:51:44    |
| 8     | Deepamala Devi Leimapokpam | IND  | DNF        |

9. Oktober, 6:45 Uhr
Die indische Geherin Rani Yadav, die das Ziel als Sechste in 1:42:54 Stunden erreicht hatte, wurde bei einer Dopingkontrolle positiv auf das Steroid Nandrolon getestet und daraufhin von den Spielen ausgeschlossen.

### 100 m Hürden
| Platz | Athletin            | Land | Zeit  |
| ----- | ------------------- | ---- | ----- |
| 1     | Sally Pearson       | AUS  | 12,67 |
| 2     | Angela Whyte        | CAN  | 12,98 |
| 3     | Andrea Miller       | NZL  | 13,25 |
| 4     | Andrea Bliss        | JAM  | 13,28 |
| 5     | Aleesha Barber      | TRI  | 13,28 |
| 6     | Seun Adigun         | NGR  | 13,66 |
| 7     | Gayathri Govindaraj | IND  | 13,95 |
|       | Dimitra Arachoviti  | CYP  | DQ    |

Finale: 11. Oktober, 17:35 Uhr
Wind: 0,9 m/s

### 400 m Hürden
| Platz | Athletin              | Land | Zeit  |
| ----- | --------------------- | ---- | ----- |
| 1     | Muizat Ajoke Odumosu  | NGR  | 55,28 |
| 2     | Eilidh Child          | SCO  | 55,62 |
| 3     | Nickiesha Wilson      | JAM  | 56,06 |
| 4     | Lauren Boden          | AUS  | 56,31 |
| 5     | Carole Kaboud Mebam   | CMR  | 57,61 |
| 6     | Florence Wasike       | KEN  | 57,75 |
| 7     | Meghan Beesley        | ENG  | 58,36 |
|       | Maureen Jelagat Maiyo | KEN  | DQ    |

Finale: 10. Oktober, 18:38 Uhr

### 3000 m Hindernis
| Platz | Athletin                  | Land | Zeit     |
| ----- | ------------------------- | ---- | -------- |
| 1     | Milcah Chemos Cheywa      | KEN  | 09:40,96 |
| 2     | Mercy Wanjiru Njoroge     | KEN  | 09:41,54 |
| 3     | Gladys Jerotich Kipkemboi | KEN  | 09:52,51 |
| 4     | Helen Clitheroe           | ENG  | 09:56,37 |
| 5     | Sudha Singh               | IND  | 09:57,63 |
| 6     | Lennie Waite              | SCO  | 10:02,12 |
| 7     | Tina Brown                | ENG  | 10:13,34 |
| 8     | Jaisha Orchatteri         | IND  | 10:20,83 |

9. Oktober, 18:45 Uhr

### 4 × 100 m Staffel
| Platz | Land         | Athletinnen                                                       | Zeit (s) |
| ----- | ------------ | ----------------------------------------------------------------- | -------- |
| 1     | England      | Katherine Endacott Montell Douglas Laura Turner Abiodun Oyepitan  | 44,19    |
| 2     | Ghana        | Rosina Amenebede Elizabeth Amolofo Beatrice Gyaman Janet Amponsah | 45,24    |
| 3     | Indien       | Sathi Geetha Srabani Nanda P. K. Priya H. M. Jyothi               | 45,25    |
| 4     | Nigeria      | Seun Adigun Comfort Onyali Josephine Ehigie Agnes Osazuwa         | 48,87    |
|       | Jamaika      | Andrea Bliss Shanna Thomas Audria Segree Dominique Balke          | DQ       |
|       | Sierra Leone | Mahriam Kamara Rebecca Ansumana Leticia Macauly Michaela Kargbo   | DQ       |

12. Oktober, 18:05 Uhr

### 4 × 400 m Staffel
| Platz | Land       | Athletinnen                                                           | Zeit (min) |
| ----- | ---------- | --------------------------------------------------------------------- | ---------- |
| 1     | Indien     | Manjeet Kaur Sini Jose Ashwini Akkunji Mandeep Kaur                   | 3:27,77    |
| 2     | England    | Kelly Massey Vicki Barr Meghan Beesley Nadine Okyere                  | 3:29,51    |
| 3     | Kanada     | Amonn Nelson Adrienne Power Vicki Tolton Carline Muir                 | 3:30,20    |
| 4     | Australien | Jody Henry Pirrenee Steinert Olivia Tauro Sally Pearson               | 3:30,29    |
| 5     | Schottland | Gemma Nicol Eilidh Child Kathryn Evans Lee McConnell                  | 3:30,91    |
| 6     | Botswana   | Lydia Mashila Kgalalelo Gaboitsiwe Oarabile Babolai Amantle Montsho   | 3:38,44    |
|       | Uganda     | Justine Bayigga Janet Achola Annet Negesa Emily Nanziri               | DQ         |
|       | Nigeria    | Folashade Abugan Margaret Etim Bukola Abogunloko Muizat Ajoke Odumosu | DQ         |

Finale: 12. Oktober, 19:25 Uhr
Die nigerianische Stafette kam in 3:28,72 min auf den zweiten Platz, wurde aber nachträglich disqualifiziert, nachdem Folashade Abugan bei einer Dopingprobe positiv getestet wurde. England rückte auf den Silber-, Kanada auf den Bronzerang vor.

### Hochsprung
| Platz | Athletin         | Land | Höhe |
| ----- | ---------------- | ---- | ---- |
| 1     | Nicole Forrester | CAN  | 1,91 |
| 2     | Sheree Francis   | JAM  | 1,88 |
| 3     | Levern Spencer   | LCA  | 1,88 |
| 4     | Vikki Hubbard    | ENG  | 1,83 |
| 4     | Sahana Kumari    | IND  | 1,83 |
| 6     | Jillian Drouin   | CAN  | 1,78 |
| 6     | Kay Humberstone  | ENG  | 1,78 |
| 6     | Elizabeth Lamb   | NZL  | 1,78 |
| 6     | Stephanie Pywell | ENG  | 1,78 |

10. Oktober, 17:35 Uhr

### Stabhochsprung
| Platz | Athletin                 | Land | Höhe |
| ----- | ------------------------ | ---- | ---- |
| 1     | Alana Boyd               | AUS  | 4,40 |
| 2     | Marianna Zachariadi      | CYP  | 4,40 |
| 3     | Kate Dennison            | ENG  | 4,25 |
| 3     | Carly Dockendorf         | CAN  | 4,25 |
| 3     | Kelsie Hendry            | CAN  | 4,25 |
| 6     | Amanda Bisk              | AUS  | 4,25 |
| 7     | Emma Lyons               | ENG  | 4,10 |
| 8     | Gabriella Duclos-Lasnier | CAN  | 4,10 |

12. Oktober, 17:30 Uhr
Insgesamt wurden im Stabhochspringen der Frauen drei Bronzemedaillen vergeben. Kate Dennison, Carly Dockendorf und Kelsie Hendry erreichten 4,25 m ohne Fehlversuche, scheiterten dann aber alle an der nächsten Höhe von 4,40 m. Amanda Bisk hatte die 4,25 m erst im dritten Versuch übersprungen und ist daher hinter den drei Bronzemedaillengewinnern platziert.

### Weitsprung
| Platz | Athletin              | Land | Weite |
| ----- | --------------------- | ---- | ----- |
| 1     | Alice Falaiye         | CAN  | 6,50  |
| 2     | Maliakhal Prajusha    | IND  | 6,47  |
| 3     | Tabia Charles         | CAN  | 6,44  |
| 4     | Rhonda Watkins        | TRI  | 6,36  |
| 5     | Ola Sesay             | SLE  | 6,30  |
| 6     | Mayookha Johny        | IND  | 6,30  |
| 7     | Reshmi Bose           | IND  | 6,26  |
| 8     | N.C.D. Priyadharshani | SRI  | 6,19  |

Finale: 10. Oktober, 18:42 Uhr

### Dreisprung
| Platz | Athletin           | Land | Weite    |
| ----- | ------------------ | ---- | -------- |
| 1     | Trecia Smith       | JAM  | 14,19    |
| 2     | Ayanna Alexander   | TRI  | 13,91    |
| 3     | Tabia Charles      | CAN  | 13,84    |
| 4     | Maliakhal Prajusha | IND  | 13,72 NR |
| 5     | Sarah Nambawa      | UGA  | 13,71    |
| 6     | Nadia Williams     | ENG  | 13,66    |
| 7     | Mayookha Johny     | IND  | 13,58    |
| 8     | Yasmine Regis      | ENG  | 13,55    |

8. Oktober, 18:10 Uhr

### Kugelstoßen
| Platz | Athletin              | Land | Weite    |
| ----- | --------------------- | ---- | -------- |
| 1     | Valerie Adams         | NZL  | 20,47 GR |
| 2     | Cleopatra Borel-Brown | TRI  | 19,03    |
| 3     | Margaret Satupai      | SAM  | 16,43    |
| 4     | Zara Northover        | JAM  | 16,31    |
| 5     | Rebecca Peake         | ENG  | 16,28    |
| 6     | Joanne Mirtschin      | AUS  | 16,23    |
| 7     | Eleanor Gatrell       | ENG  | 15,23    |
| 8     | Nadia Alexander       | JAM  | 14,96    |

9. Oktober, 17:30 Uhr

### Diskuswurf
| Platz | Athletin          | Land | Weite |
| ----- | ----------------- | ---- | ----- |
| 1     | Krishna Poonia    | IND  | 61,51 |
| 2     | Harwant Kaur      | IND  | 60,16 |
| 3     | Seema Antil       | IND  | 58,46 |
| 4     | Philippa Roles    | WAL  | 57,99 |
| 5     | Beatrice Faumuina | NZL  | 57,79 |
| 6     | Jade Nicholls     | ENG  | 57,62 |
| 7     | Elizna Naudé      | RSA  | 57,61 |
| 8     | Melissa Alfred    | DMA  | 42,09 |

11. Oktober, 17:45 Uhr
Krishna Poonia gewann die erste Goldmedaille für Indien in der Leichtathletik bei Commonwealth Games seit 1952.

### Hammerwurf
| Platz | Athletin            | Land | Weite    |
| ----- | ------------------- | ---- | -------- |
| 1     | Sultana Frizell     | CAN  | 68,57 GR |
| 2     | Carys Parry         | WAL  | 64,93    |
| 3     | Zoe Derham          | ENG  | 64,04    |
| 4     | Gabrielle Neighbour | AUS  | 63,46    |
| 5     | Bronwyn Eagles      | AUS  | 63,43    |
| 6     | Karyne Di Marco     | AUS  | 62,38    |
| 7     | Megann Rodhe        | CAN  | 62,36    |
| 8     | Laura Douglas       | WAL  | 61,05    |

Finale: 7. Oktober, 17:40 Uhr

### Speerwurf
| Platz | Athletin            | Land | Weite    |
| ----- | ------------------- | ---- | -------- |
| 1     | Sunette Viljoen     | RSA  | 62,34 GR |
| 2     | Kimberley Mickle    | AUS  | 60,90    |
| 3     | Justine Robbeson    | RSA  | 60,03    |
| 4     | Laura Whittingham   | ENG  | 58,61    |
| 5     | Kathryn Mitchell    | AUS  | 54,25    |
| 6     | Kateema Riettie     | JAM  | 53,80    |
| 7     | Nadeeka Lakmali     | SRI  | 53,36    |
| 8     | Saraswathi Sundaram | IND  | 51,51    |

9. Oktober, 18:50 Uhr

### Siebenkampf
| Platz | Athletin             | Land | Punkte |
| ----- | -------------------- | ---- | ------ |
| 1     | Louise Hazel         | ENG  | 6156   |
| 2     | Jessica Zelinka      | CAN  | 6100   |
| 3     | Grace Clements       | ENG  | 5819   |
| 4     | Peaches Roach        | JAM  | 5758   |
| 5     | Pramila Aiyappa      | IND  | 5330   |
| 6     | Sushmitha Singha Roy | IND  | 5120   |
| 7     | Navpreet Kaur        | IND  | 5022   |

8./9. Oktober

## Medaillenspiegel
| Platz | Land                           | Gold | Silber | Bronze | Gesamt |
| ----- | ------------------------------ | ---- | ------ | ------ | ------ |
| 1     | Kenia                          | 11   | 10     | 8      | 29     |
| 2     | Australien                     | 8    | 5      | 2      | 15     |
| 3     | England                        | 6    | 8      | 9      | 23     |
| 4     | Kanada                         | 5    | 2      | 7      | 14     |
| 5     | Jamaika                        | 2    | 4      | 1      | 7      |
| 6     | Indien                         | 2    | 3      | 7      | 12     |
| 7     | Südafrika                      | 2    | 1      | 1      | 4      |
| 8     | Nigeria                        | 2    | 1      | -      | 3      |
| 9     | Uganda                         | 2    | -      | -      | 2      |
| 10    | Neuseeland                     | 1    | 4      | 2      | 7      |
| 11    | Bahamas                        | 1    | 1      | 2      | 4      |
|       | Wales                          | 1    | 1      | 2      | 4      |
| 13    | Botswana                       | 1    | -      | 1      | 2      |
| 14    | Cayman Islands                 | 1    | -      | -      | 1      |
|       | St. Vincent und die Grenadinen | 1    | -      | -      | 1      |
| 16    | Trinidad und Tobago            | -    | 2      | 1      | 3      |
| 17    | Ghana                          | -    | 1      | 1      | 2      |
|       | Kamerun                        | -    | 1      | 1      | 2      |
|       | Schottland                     | -    | 1      | 1      | 2      |
| 20    | Guyana                         | -    | 1      | -      | 1      |
|       | Zypern                         | -    | 1      | -      | 1      |
| 22    | Samoa                          | -    | -      | 1      | 1      |
|       | St. Lucia                      | -    | -      | 1      | 1      |